# Peter Gotti
Pour les articles homonymes, voir Gotti (homonymie).
Peter Arthur Gotti, né le 15 octobre 1939 à New York (État de New York) et mort le 25 février 2021 à Butner (Caroline du Nord), surnommé « One Eyed Pete », est un gangster américain.
Il est le frère de John Gotti. Alors que celui-ci est emprisonné définitivement, il dirige en son nom la famille Gambino avec son neveu John Gotti, Jr. à partir de 1992, et seul après l’arrestation de celui-ci en 1999. À la mort de John Gotti en 2002, il lui succède formellement comme parrain de cette famille de 2002 à 2011. Il tenta de préserver l'emprise de la famille Gotti sur la famille Gambino après l'arrestation de son frère et de son neveu.

## Biographie

### Jeunesse et début de carrière
Peter Gotti est né dans le quartier du Bronx à New-York le 15 octobre 1939. Il est un des treize enfants (dont deux sont morts à la naissance) de John Joseph Gotti Sr et de Philoména DeCarlo dite « Fannie ». Les frères de Peter Gotti incluent le parrain de la famille Gambino depuis 1985, John J. Gotti, les caporegime Gene Gotti et Richard V. Gotti et le soldat Vincent Gotti. Les frères ont grandi dans East New York dans le quartier de Brooklyn. Peter Gotti se marie avec Catherine en 1960 et il est le père d'un garçon Peter Gotti Jr. Le surnom de Peter Gotti est « One Eye » (un seul œil) qui est dérivé du fait qu'il soit aveugle d'un œil à cause d'un glaucome.
Vers 1960, à l'âge de 21 ans, Peter Gotti commence à travailler comme associé de la famille Gambino. En 1988 à l'âge de 49 ans, la famille intronise Peter Gotti comme affranchi. Mais son frère John J. Gotti ne croit qu'il est la capacité d'intégrer la mafia, d'où son surnom qui souligne cette réputation du « the Dumbest Don » (le don le plus stupide). John J. Gotti désigne Peter comme gérant du Bergin Hunt and Fish Club et comme chauffeur pour lui et Gene. Malgré sa mauvaise réputation, en 1989, Peter Gotti est promu caporegime.
Comme son père, Peter Gotti a un travail légal comme éboueur pour le département du traitement des ordures ménagères de la ville de New-York. Il commence en 1969 et prend finalement sa retraite du département du traitement des ordures ménagères avec une pension d'invalidité après s'être blessé à la tête contre l'arrière d'un camion à ordure en 1979,.

### Vers la prise de pouvoir
En avril 1992, son frère, John J. Gotti, parrain de la famille Gambino est condamné à la prison à vie pour des accusations de racket et infractions connexes,. John Gotti affirme ses prérogatives à garder le titre de patron de la famille jusqu'à sa mort ou sa retraite en faisant relayer ses ordres à travers son fils John A. Gotti et Peter, son frère. Les procureurs fédéraux, chargés du dossier, affirment que Peter Gotti est devenu dirigeant actif de la famille après que Gotti Jr a été envoyé en prison en 1999 et il est censé avoir remplacé de manière formelle son frère peu de temps après la mort de ce dernier en juin 2002. En janvier 2000, il représente les Gambino lors d'une réunion de la Commission.

### Condamnation et incarcération
En juin 2002, quelques jours avant la mort de son frère John, Peter Gotti est inculpé de racket fédéral. Durant le procès de Peter Gotti, les procureurs fédéraux révèlent que Peter a une liaison amoureuse avec Marjorie Alexander, sa petite amie de longue date. Alexander a publiquement reconnu cette liaison et déclare durant l'audience son amour pour Peter Gotti. En réponse, Gotti, qui s'est senti trahi de voir cette relation révélée auprès du grand public, cesse tout contact avec elle. Alexander se suicide en 2004. À la même époque, sa femme Catherine demande le divorce, qui est finalisé en 2006.
En mars 2003, il est accusé et arrêté pour tentative d'extorsion de fonds sur l'acteur Steven Seagal, pour extorsions, racket et activités de blanchiment d'argent sur les quais du port de Brooklyn et de Staten Island. Le 15 avril 2004, le juge Frederic Block, de l'United States District Court pour le District Est de New-York, condamne Peter Gotti à 9 ans et 4 mois pour les accusations de racket et de blanchiment d'argent. Durant le procès, les avocats de Peter Gotti souligne qu'il est aveugle d'un œil, atteint de goitre thyroïdien, de sciatique, d'emphysème, d'arthrite rhumatoïde, de syndrome de post-commotion cérébrale et de dépression. 
Le 22 décembre 2004, il est de nouveau accusé dans un procès séparé d'extorsions de fond dans le secteur de la construction et pour la mise au point d'un projet d'assassinat contre Sammy Gravano, ancien consigliere devenu informateur pour le gouvernement et principal témoin à charges lors du procès de son frère John Gotti. Le 27 juillet 2005, le juge Richard C. Casey condamne Peter Gotti à 25 ans pour l'ensemble de ses accusations. Peter Gotti est détenu au Federal Correctional Complex à Butner. Sa date de libération est fixée au 10 septembre 2031.
En juillet 2011, le journaliste Jerry Capeci rapporte que Domenico Cefalù a remplacé Peter Gotti comme parrain officiel de la famille Gambino.
Le 25 février 2021, Peter Gotti meurt au Federal Correctional Complex à Butner en Caroline du Nord à l'âge de 81 ans.